# Barić Draga
Barić Draga – wieś w Chorwacji, w żupanii licko-seńskiej, w gminie Karlobag. W 2011 roku liczyła 125 mieszkańców.